# Oude Kerk (Delft)

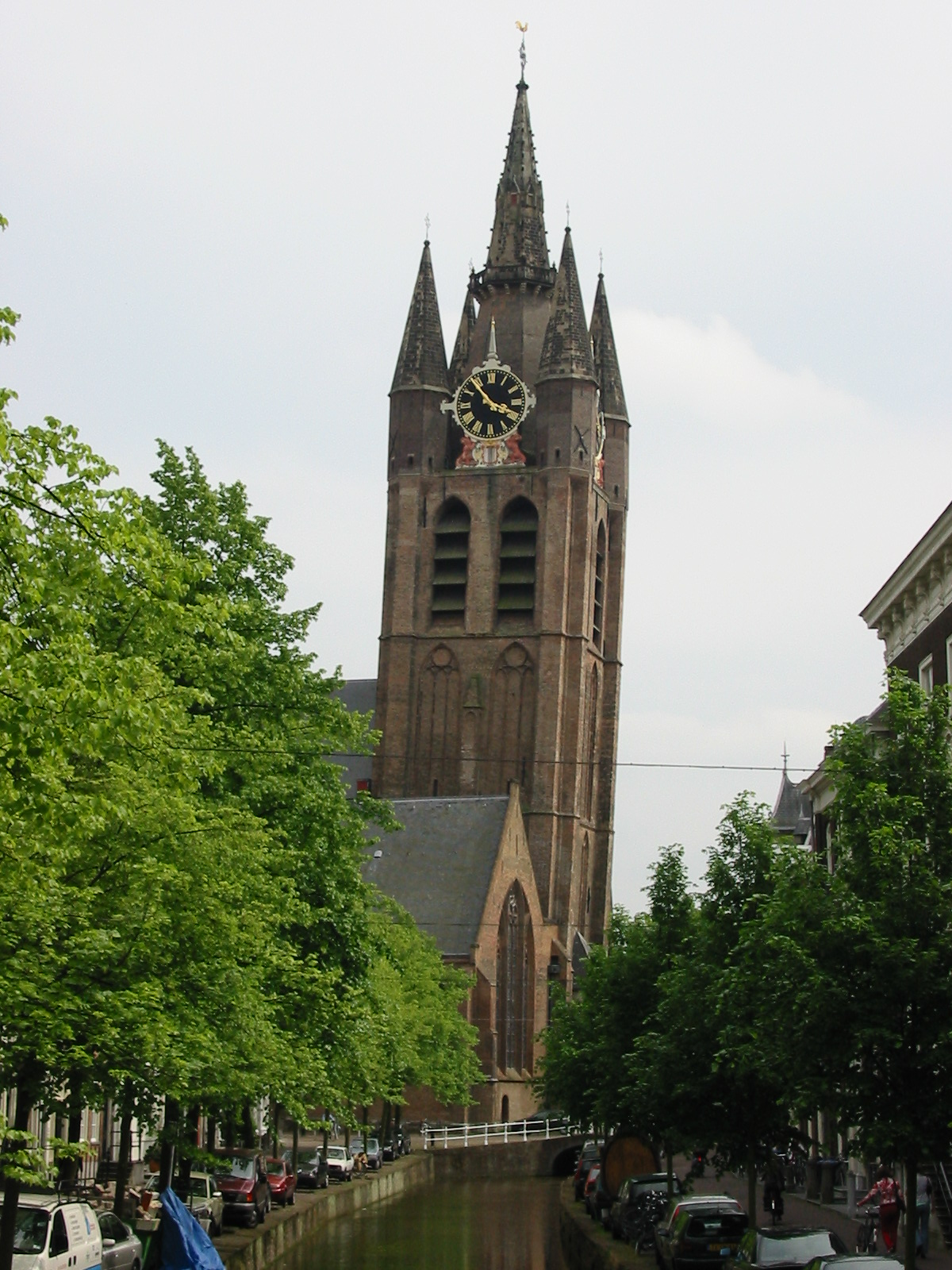
Šikmá věž Oude Kerk

Oude Kerk (nizozemsky Starý kostel) je gotický kostel v nizozemském městě Delftu, na grachtu Oude Delft v nejstarším jádru města. Jeho charakteristickým prvkem je 75 m vysoká cihlová věž zvaná Oude Jan (Starý Jan), jejíž vrcholek je vychýlen o 2 m do strany. Kostel má 370 schodů.

## Historie kostela
Oude Kerk je starší ze dvou městských gotických kostelů v Delftu. Jeho předchůdcem byl zřejmě kolem poloviny 11. století založený dřevěný farní kostel sv. Hippolyta. V roce 1246 zde pak bylo započato se stavbou zděné stavby kostela s patrociniem sv. Bartoloměje apoštola. Šlo o typickou baziliku s hlavní lodí lemovanou dvěma loděmi postranními. V letech 1425-1440 vznikl z baziliky halový kostel, když byly stropy bočních lodí zvýšeny na stejnou úroveň jako strop lodě hlavní. V následujícím století byla nicméně hlavní loď opět zvýšena, takže kostel získal znovu charakter baziliky. Krátce po roce 1500 se započalo se stavbou příčné lodě, realizována však byla jen její severní strana.
Věž s pěti věžičkami byla vystavěna v letech 1325-1350 a byla jedinou dominantou okolní krajiny přes půl století, kdy byla vybudována věž Nieuwe Kerk. Je pravděpodobné, že pro získání místa na stavbu věže byl přesunut přilehlý kanál, což způsobilo nestabilitu podloží a následné vychýlení věže.
Požár města v roce 1536, ikonoklasmus v 16. století a výbuch skladiště střelného prachu v roce 1654 i atmosférické vlivy způsobily vážné škody na budově, které byly a jsou postupně odstraňovány během mnohaletých rekonstrukcí. V letech 1949-1961 byly v kostele osazeny nové okenní vitraje od sklářského mistra Joepa Nicolase.
V kostele byly instalovány troje varhany: 1857 (hlavní varhany), 1873 (severní loď) a 1770 (kůr). Ve zvonici jsou mimořádné zvony - již v roce 1570 odlité Trinitas a Bourdon, které znějí v devíti tónech; kvůli velkým vibracím se rozeznívají jen při mimořádných příležitostech, jako je ukládání ostatků členů královské rodiny do královské krypty v blízkém Nieuwe Kerk.

## Náhrobky
Zatímco nedaleký Nieuwe Kerk je pohřebním místem královského domu Oranje-Nassau, je v Oude Kerk pohřbeno na 400 osob většinou občanského původu, mezi nimi:
- námořník Piet Heyn (1629)
- písař Jan Stalpaert van der Wiele (1630)
- námořník Maarten Tromp (1653)
- lékař/anatom Regnier de Graaf (1673)
- malíř Jan Vermeer (1675)
- malíř Hendrick Cornelisz van Vliet, který namaloval interiér kostela (1675)
- politik Anthonie Heinsius (1720)
- přírodovědec Antoni van Leeuwenhoek (1723)
- básník Hubert Poot (1733)
- šlechtična Elisabeth Morgan
- spisovatel Stalpaert van der Wiele
- básník Huibert C. Poot
- radní Antonie Heinsius